# Viol commis par une connaissance

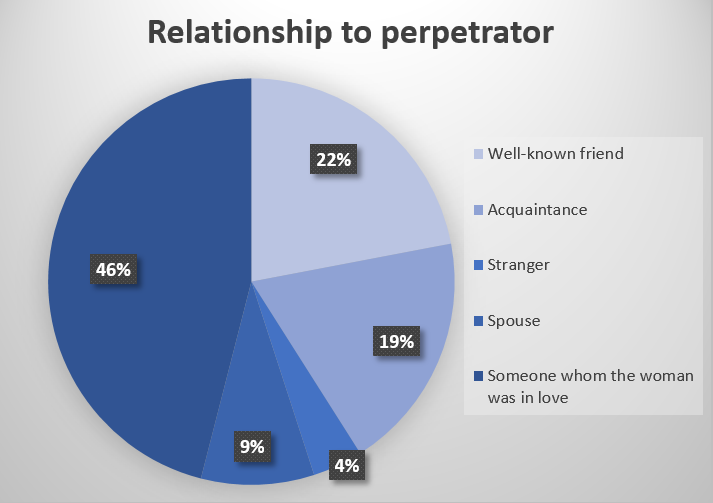
D'après une étude citée par Gary F. Kelly en 2011, 4 % des viols sont commis par des inconnus, 96 % par des personnes que la victime a déjà rencontrées.

Le viol commis par une connaissance est le viol perpétré par une personne qui a déjà rencontré la victime. Il peut s'agir d'une personne à qui la victime donne rendez-vous, d'une personne de sa classe, d'un collègue, d'un membre de la famille, d'un conjoint, d'un conseiller, d'un thérapeute, d'un membre du clergé ou d'un médecin. Le viol commis par une personne dans l'entourage de la victime englobe la sous-catégorie du date rape, où l'auteur des faits est une personne avec qui la victime entretient une relation amoureuse ou sexuelle. Il arrive aussi que le violeur fréquente le même campus universitaire que sa victime.
La majorité des viols sont commis par une personne que la victime connaît déjà. Toutefois, ces agressions sexuelles tendent à être moins souvent signalées que les viols commis par un inconnu. Les statistiques de criminalité sous-estiment fréquemment la prévalence de ces violences dans les enquêtes nationales. Néanmoins, que l'auteur du viol soit connu ou inconnu de sa victime, il s'expose aux poursuites judiciaires.

## Généralités
Le viol commis par une connaissance est le viol perpétré par une personne qui connaît la victime : une personne à qui la victime donne rendez-vous, une personne de sa classe, un collègue, un membre de la famille, un conjoint, un conseiller, un thérapeute, un membre du clergé ou un médecin,,. Le viol commis par une personne dans l'entourage de la victime englobe la sous-catégorie du date rape, où l'auteur des faits est une personne avec qui la victime entretient une relation amoureuse ou sexuelle,,,.
Les premières études qui séparent les violeurs selon qu'ils sont connus ou inconnus de la victime remontent aux années 1950, à l'issue d'une enquête sur les dossiers de la police américaine concernant des viols de 1958 à 1960 : les conclusions montrent que la moitié des cas recensés viennent d'hommes qui connaissaient déjà la victime. L'expression anglaise acquaintance rape apparaît pour la première fois à l'écrit sous la plume de Diana Russell, écrivaine et militante féministe:395. L'expression recouvre tous les viols dans lesquels les parties se connaissaient avant le crime ; Russell était alors dans la rédaction d'une analyse auprès 930 femmes de San Francisco, dont 35 % ont signalé un viol ou une tentative de viol par une connaissance, alors que seules 11 % de répondantes ont été victimes d'un inconnu. En 1988, l'écrivaine féministe Robin Warshaw publie I Never Called It Rape (en), premier livre remarqué sur le viol commis par une personne de l'entourage de la victime.

## Prévalence
La majorité des viols sont commis par une personne que la victime connaît. Aux États-Unis, le Rape, Abuse & Incest National Network (RAINN) annonce que 45 % des agressions sexuelles sont perpétrées par une connaissance et qu'en outre, 25 % sont le fait d'un compagnon ou d'un ex.
Une enquête de 2004-2005 par l'Institut de recherche des Nations unies pour le développement social sur 30 pays — surtout européens — montre que près de la moitié des victimes de viol avaient déjà rencontré leur agresseur, dont un tiers connaissaient son nom. Parmi les agresseurs, 17 % sont un collègue ou un supérieur hiérarchique, 16 % un ami proche, 11 % un ex compagnon et 7 % un compagnon actuel. En 2009, la Commission européenne livre une enquête sur le viol dans l'ensemble de l'Europe : 67 % des violeurs sont connus de leur victimes et la plupart sont des compagnons ou des ex. En Europe, le viol est le plus souvent commis au domicile de la victime ou du violeur.
Aux États-Unis, le viol par une personne de l'entourage est le plus souvent commis dans le cadre d'un rendez-vous amoureux ou d'un viol collectif. D'après une enquête de 1987 auprès de 7 000 élèves dans 25 écoles, une personne sur quatre est victime d'un viol ou d'une tentative de viol et 84 % de ces victimes connaissent l'agresseur. La même enquête montre que chez 16 % des hommes élèves qui ont reconnu avoir commis un viol et chez 10 % de ceux qui ont reconnu une tentative de viol, les auteurs n'ont pas agi seuls. En 1985, l'Association of American Colleges and Universities (en) a publié un rapport sur ce qui, à l'époque, était surnommé des « trains », c'est-à-dire quand une femme sous l'emprise de l'alcool ou des drogues subit les viols de plusieurs hommes étudiants. Selon une enquête menée par la National Women's Study américaine, 20 % des violeurs étaient auparavant des amis de la victime, 16 % le conjoint et 9 % des membres de l'entourage comme des agents techniques, des collègues ou des voisins.
D'après une enquête de 1992 sur les viols signalés dans l'agglomération de Johannesbourg (Afrique du Sud), 80 % des viols contre des femmes adultes sont perpétrés par des inconnus, souvent des hommes qui les ont enlevées sous la menace d'une arme sur leur trajet pour aller au travail ou en forçant l'entrée de leur domicile. Toutefois, les viols contre des jeunes filles de moins de 16 ans sont en majorité le fait de personnes qu'elles connaissaient, en général des membres de la famille ou des amis et, parfois, des bandes de délinquants.
En Inde, les campagnes de sensibilisation contre le viol mettent l'accent sur le « viol hiérarchique » (custodial rape), c'est-à-dire quand le violeur commet le crime contre une femme alors qu'il se trouve en position d'autorité envers elle, par exemple en tant que propriétaire du logement, policier ou employeur.
D'après une enquête de 2005 par l'Organisation mondiale de la santé, en Éthiopie, la quasi-totalité des violences sexuelles sont commises par le conjoint ou le compagnon de la victime.

## Variantes
Le viol commis par une connaissance correspond à une vaste catégorie qui recense tous les viols, sauf ceux dont l'auteur n'était pas connu de la victime. Par définition, le viol commis par une connaissance englobe tous ceux commis dans le cadre d'un rendez-vous, le viol conjugal et les viols intra-familiaux, ainsi que ceux dont les auteurs proviennent de l'entourage de la victime : élèves ou étudiants de la même classe, collègues, amis, voisins, ainsi que les relations professionnelles ou des assistants de vie. Le viol en milieu carcéral, le viol collectif et l'abus sexuel sur mineur relèvent souvent de la même catégorie. Le viol de guerre et le viol homophobe peuvent appartenir aussi à cette catégorie si les parties s'étaient rencontrées avant le crime.
Le viol commis par les employeurs contre les travailleurs nationaux ou migrants est présent dans de nombreux pays, dont le Koweït,, les Émirats arabes unis, l'Arabie saoudite, la Malaisie, Singapour et l'Indonésie.

## Motivations
Dans le viol commis par une connaissance, les motivations des violeurs sont diverses. Toutefois, certains chercheurs estiment que les violeurs partagent souvent des traits communs : la faculté de prendre du plaisir sexuel même si le partenaire est sous l'emprise de substances, ou malgré ses pleurs, ses supplications, sa résistance, ses vomissements ou son état d'inconscience ; en outre, les violeurs tendent à croire que tout leur est permis et sont peu sensibles à la culpabilité, au remords, à l'empathie et à la compassion envers autrui. Certains chercheurs pensent que la première motivation des violeurs appartenant à l'entourage de la victime sont leur satisfaction sexuelle et qu'ils nourrissent la conception selon laquelle leurs actions relèvent de la séduction et non du viol.
D'après une étude sur 15 Américains aisés ayant violé une personne de connaissance, plusieurs des violeurs déclarent que leur père s'est montré distant, sur le plan physique et affectif, et a manifesté de l'hostilité contre les femmes et le désir de les dominer, ainsi que des comportements hyper-masculins. L'un des chercheurs émet l'hypothèse que les hommes ayant bâti des relations saines avec leurs pères ressentent moins le besoin de se définir par opposition aux femmes et sont moins tentés par des « démonstrations hyper-masculines de supériorité des hommes ».
Des chercheurs pensent que le viol collectif correspond au désir de se donner en spectacle, d'intégrer un groupe ou à la peur, en cas de non-participation, d'être ostracisé par les autres hommes ou garçons.
Certains chercheurs considèrent que le viol conjugal n'est pas une question de désir sexuel ; le criminel est motivé par un désir de contrôle, de pouvoir, de violence et d'humiliation.

## Conséquences
Contrairement à certains préjugés, le viol commis par un inconnu est moins susceptible d'entraîner des blessures physiques que s'il est commis par une connaissance, notamment par un compagnon ou un ex : 24 % des femmes violées par un inconnu subissent des blessures physiques (en plus de la pénétration) mais ce nombre s'élève à 40 % voire 50 % chez les femmes violées par un compagnon ou un ex.

## Signalements aux autorités
Les circonstances d'un viol et la relation entre la victime et le criminel ne changent rien à la définition juridique du viol. Même si le viol par une connaissance est fréquent dans les viols collectifs signalés aux autorités, les enquêtes montrent que les viols par une connaissance sont bien moins souvent signalés que ceux commis par un inconnu. D'après une étude américaine, moins de 2 % de victimes d'un viol commis par une connaissance ont signalé le crime auprès de la police, alors que les signalements s'élèvent à 21 % si le criminel est un inconnu.

## Droit par pays

### Canada
Dans ses principes de détermination de la peine, le droit pénal canadien envisage entre autres comme circonstances aggravantes le fait que « l’infraction perpétrée par le délinquant constitue un mauvais traitement soit de son partenaire intime, soit d’un membre de la famille de la victime ou du délinquant, que l’infraction perpétrée par le délinquant constitue un mauvais traitement à l’égard d’une personne âgée de moins de dix-huit ans, que l’infraction perpétrée par le délinquant constitue un abus de la confiance de la victime ou un abus d’autorité à son égard ». Donc si les victimes de l'infraction d'agression sexuelle correspondent aux personnes énoncées dans les circonstances aggravantes qui connaissent le délinquant, le juge doit en tenir compte lorsqu'il détermine la peine à infliger au délinquant.